# Norihiko Matsumoto
Norihiko Matsumoto (松本 徳彦, Matsumoto Norihiko), né le 1er janvier 1936  à Onomichi, dans la préfecture de Hiroshima, est un photographe japonais.